# Oc Eo
Óc Eo är en arkeologisk utgrävningsplats beläget i Thoại Son Distriktet i södra An Giang i Vietnam i Mekongflodens delta. Det är också en kommun i dagens Vietnam. Denna plats var en välbesökt hamn i Konungariket Funan som existerade mellan det 1:a och 7:e århundradet. Den franska arkeologen Louis Mallaret började utgrävningarna på 1940-talet. Den utgrävning av platsen inleddes den 10 februari 1942 efter att franska arkeologer upptäckt platsen genom flygfotografering. Utgrävningen omfattar 450 hektar och innehåller många artefakter från Funanriket. Oc Eo är beläget mellan ett nätverk av gamla kanaler som går kors och tvärs genom deltats lågland. En av kanalerna ansluter Oc Eo till stadens hamn medan en annan går 65 kilometer norrut mot Angkor Borei. Oc Eo genomskärs av en kanal i öst-västlig riktning, och fyra kanaler som går på tvärs mot den, längs vilka det antagligen har legat hus.
Den vietnamesiska historikern Ha Van Tan har ifrågasatt om det som grävts ut vid Oc Eo tillhörde Funanriket, med tanke på den totala avsaknaden av uppgifter från Khmerriket som nämner ett rike med det namnet: han hävdar att Oc Eo gradvis växte fram som ett ekonomiskt och kulturellt centrum i Mekongdeltat, och med den strategiska placeringen vid de sydostasiatiska sjövägarna, blev det en mötesplats för hantverkare och näringsidkare vilket innebar tillräckliga villkor för urbaniseringen, och det skedde en ökning av utländska influenser som i sin tur stimulerade inre utveckling.

## Óc Eo som Ptolemaios Kattigara

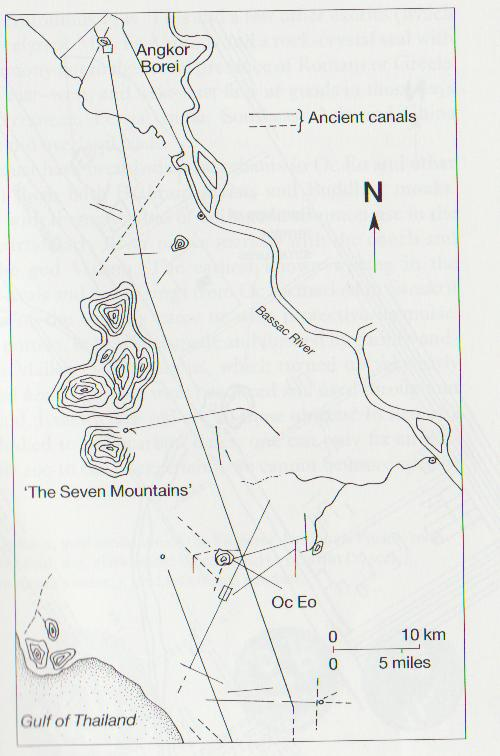
De gamla kanalen som förbinder Óc Eo till Angkor Borei.

Óc Eo kan ha varit den hamn som var känd av romarna som Kattigara. Kattigara var det namn som geografen Klaudios Ptolemaios, verksam i Alexandria på 200-talet, benämnde landet på den östra stranden av Mare indicum, beläget (på grund av ett skrivfel) åtta och en halv grader söder om ekvatorn. Vetenskapsmän har nu fastställt att Ptolemaios Kattigara låg åtta och en halv grader norr om ekvatorn, och var föregångare till Saigon.
Det var den viktigaste hamnen i den antika kungarike som benämns med dess kinesiska namn Fu Nan (扶南, från Khmer, "Phnom", "berg") beläget vid Mekongfloden (benämnd av Ptolemaios som floden Cottiaris), beläget på den plats som numera kallas Óc Eo. 
John Caverhill kom 1767 fram till att Cattigara var hamnstad Banteaymeas (nu Hà Tien) i Mekongdeltat, inte långt från Óc Eo. Namnet Kattigara var förmodligen härlett från sanskrit Kirti-nagara, "Välkänd stad" eller Kotti-nagara, "Stark stad". Den "tidiga sydostasiatiska historiens fader", George Coedès, har sagt:" Senast i mitten av det 3:e århundradet hade Fu-nan redan etablerat förbindelser med Kina och Indien, och det är utan tvekan på västkusten av Thailändska bukten som den längst bort belägna punkt dit Hellenistiska navigatörer nådde finns, det vill säga hamnen i Kattigara som nämns av Ptolemaios".
Den framstående tyska akademikern, Albrecht Dihle, stödde denna tanke:

Enligt uppgifter från Alexanders resa som refereras av Ptolemaios, kan Kattigara endast vara placerat i Mekongdeltat, eftersom Alexander först färdades längs den östra kusten av Malackahalvön, norrut mot Bangkok, därifrån antagligen längs kusten mot sydost, och sedan kom han till Kattigara. Det finns inga uppgifter därefter om kursändringar. Vid Oc Eo, ett handelscentrum utgrävt i västra Mekongdeltat i det forntida riket Fu-nan, har romerska fynd från den 2:a århundradet efter Kristus upptäckts. 

Med vägledning av Ptolemaios, sökarna efter Nya världen var inledningsvis ute efter att hitta en väg till Kattigara. På en från 1489, baserad på Ptolemaios arbete, slutar Asiens sydöstra del i en udde som är benämnd kap Cattigara. Skriven under hans resa 1499, Amerigo Vespucci säger att han hoppas att nå Malacka genom att segla västerut från Spanien över västra oceanen (Atlanten) runt kap Cattigara i Sinus Magnus, den stora bukten som ligger i öster om den gyllene halvön (Malackahalvön), där kap Cattigara bildar det sydöstra hörnet. Sinus Magnus, eller den stora bukten, var Thailandviken (Herrmann 1938).

## Columbus försöka att hitta Ciamba
På Christopher Columbus fjärde och sista resan mellan 1502 och 1503 var planen att följa Champas kust söderut runt Kap Cattigara och segla genom sundet som skiljer Cattigara från Nya världen, över Sinus Magnus till Malacka. Detta var den väg han trodde Marco Polo hade tagit från Kina till Indien. Columbus planerade för att möta upp med den expedition som samtidigt skickades från Portugal runt Godahoppsudden under Vasco da Gama, och med sig hade han brev från den spanske monarken till Vasco da Gama för att visa monarkens tillit till Da Gama. När han nådde Cariay vid Costa Ricas kust trodde Columbus att han var nära Champas guldgruvor. Den 7 juli 1503, skrev han från Jamaica: "Jag nådde Cariay ... Här fick jag nyheter om guldgruvorna i Ciamba (Champa) som jag sökte".